# كارين تاكاهاشي (ممثلة)
كارين تاكاهاشي (باليابانية: 高橋果鈴) هي ممثلة يابانية، ولدت في 22 يوليو 2000 في تشيبا في اليابان.